# Димитрова (Молдова)
Димитрова (рум. Dimitrova) — село в Кантемирском районе Молдавии. Наряду с селом Кыету входит в состав коммуны Кыету.

## География
Село расположено на высоте 80 метров над уровнем моря.

## История
Первое упоминание села происходит в 1867 году. До 1950 г. носило название Тельпиз.

## Население
По данным переписи населения 2004 года, в селе Димитрова проживает 448 человек (219 мужчин, 229 женщин).
Этнический состав села:
| Национальность | Число жителей | Процентный состав |
| -------------- | ------------- | ----------------- |
| молдаване      | 301           | 67.19             |
| болгары        | 137           | 30.58             |
| гагаузы        | 8             | 1.79              |
| русские        | 1             | 0.22              |
| румыны         | 1             | 0.22              |
| Всего          | 448           | 100%              |